# 삼성 갤럭시 A9 (2016)
삼성 갤럭시 A9 2016은 갤럭시 A9의 2016년 모델이며 삼성 갤럭시 A7 (2016), 삼성 갤럭시 A8 (2016)의 후속 기종이다. 후속 기종으로는 삼성 갤럭시 A9 프로가 있다. 중국과 미국, 인도를 비롯한 나라에서만 출시되었다.